# 욘 다디 뵈드바르손
욘 다디 뵈드바르손(아이슬란드어: Jón Daði Böðvarsson, 1992년 5월 25일 ~ )은 EFL 리그 원의 소속 구단인 볼턴 원더러스에서 활동하고 있는 아이슬란드의 축구 선수이다.
1992년 5월 25일 셀포스에서 태어난 그는 어린 시절부터 축구에 관심을 가지기 시작하여 아이슬란드의 축구 클럽인 셀포스에서 활동했고, 이후에는 덴마크의 오르후스 U-19에서 임대로 뛰었다. 2009년 프로 데뷔를 한 이후 노르웨이의 축구 클럽인 비킹 FK으로 팀을 옮겼다. 노르웨이 리그에서 세 시즌 동안 80회 출장하여 15골을 넣은 그는, 2016년에는 분데스리가의 FC 카이저슬라우테른과 계약하여 2월 15일 우니온베를린 경기에서 처음으로 등판하였고 FC 뉘른베르크와의 경기에서 독일 리그 첫 골을 기록했다. 2017년 8월 울버햄프턴 원더러스와 세 시즌 동안 계약하여 로더럼 유나이티드와의 경기에서 첫 골을 기록했다. 울버햄프턴에서 욘은 원더러스 팬덤의 많은 관심을 받았으나 욘은 이적료가 공개되지 않은 상황에서 2017년 7월 같은 챔피언쉽 리그의 레딩 FC로 팀을 옮겼고 8월 26일 버밍엄 시티 FC와의 경기에서 첫 골을 기록했다. 2018년 1월 있었던 FA컵에서는 해트트릭 상황에서 득점을 기록하기도 했다.
욘의 첫 번째 국가대표 득점은 UEFA 유로 2016 예선에서 터키를 상대로 기록한 득점으로 당시 UEFA 유로 2016에서는 카우리 아우르드나손, 히외르튀르 헤르만손, 비르키르 비아르드나손 등이 선발되어 아이슬란드가 8강에 진출하는 데 큰 역할을 했다.

## 국가대표 골
| #  | 날짜            | 장소                                    | 상대       | 득점 | 결과 | 대회                | 참고  |
| -- | --------------- | --------------------------------------- | ---------- | ---- | ---- | ------------------- | ----- |
| 1. | 2014년 9월 9일  | 아이슬란드 레이캬비크, 라우가달스뵐루르 | 튀르키예   | 1–0  | 3–0  | UEFA 유로 2016 예선 | [ 2 ] |
| 2. | 2016년 6월 22일 | 프랑스 생드니, 스타드 드 프랑스         | 오스트리아 | 1–0  | 2–1  | UEFA 유로 2016      | [ 3 ] |